# Humboldt-Krankenhaus Berlin
Die Humboldt-Krankenhaus Berlin GmbH ist ein Krankenhauskonzern im Berliner Bezirk Reinickendorf. Seit 2001 obliegt er mit einem Anteil von 50 % der Vivantes-Netzwerk für Gesundheit GmbH.

## Beschreibung
Zum Humboldt-Krankenhaus gehören drei örtliche Bereiche:
- Das Humboldt-Krankenhaus (somatische Medizin) Am Nordgraben, ein 1985 eingeweihter moderner zweigeschossiger, großflächiger Neubau, aufgelockert durch einen breiten, durchgehenden, in das Gelände modellierten Garten. Viele unterschiedlich gestaltete Innenhöfe lassen die Gänge lichtdurchflutet erscheinen und tragen die Gartenatmosphäre von außen nach innen.
- Der Bereich Karl-Bonhoeffer-Nervenklinik in der Oranienburger Straße (zuständig für die psychiatrische Versorgung von Erwachsenen im Bezirk).
- Der Bereich Wiesengrund in der Frohnauer Straße mit einem künstlerischen Schwerpunkt und Abteilung Kinder und Jugendpsychiatrie. Im Gartenbereich lädt das Trulli-Dorf ein und ein Spielplatz bietet in Waldumgebung Gelegenheit für sportliche und spielerische Aktivitäten.

## Geschichte

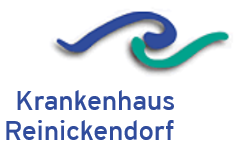
Logo des Krankenhauses Reinickendorf bis 2003

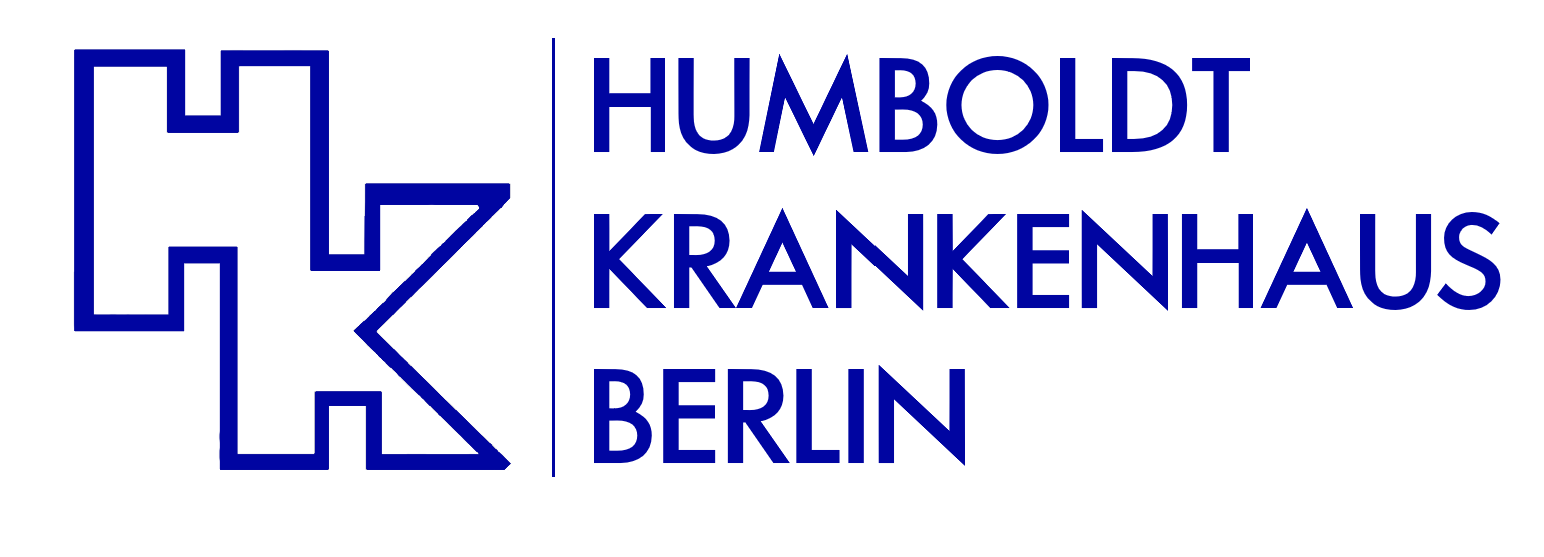
Ehemaliges Logo des Humboldt-Krankenhauses bis 2001

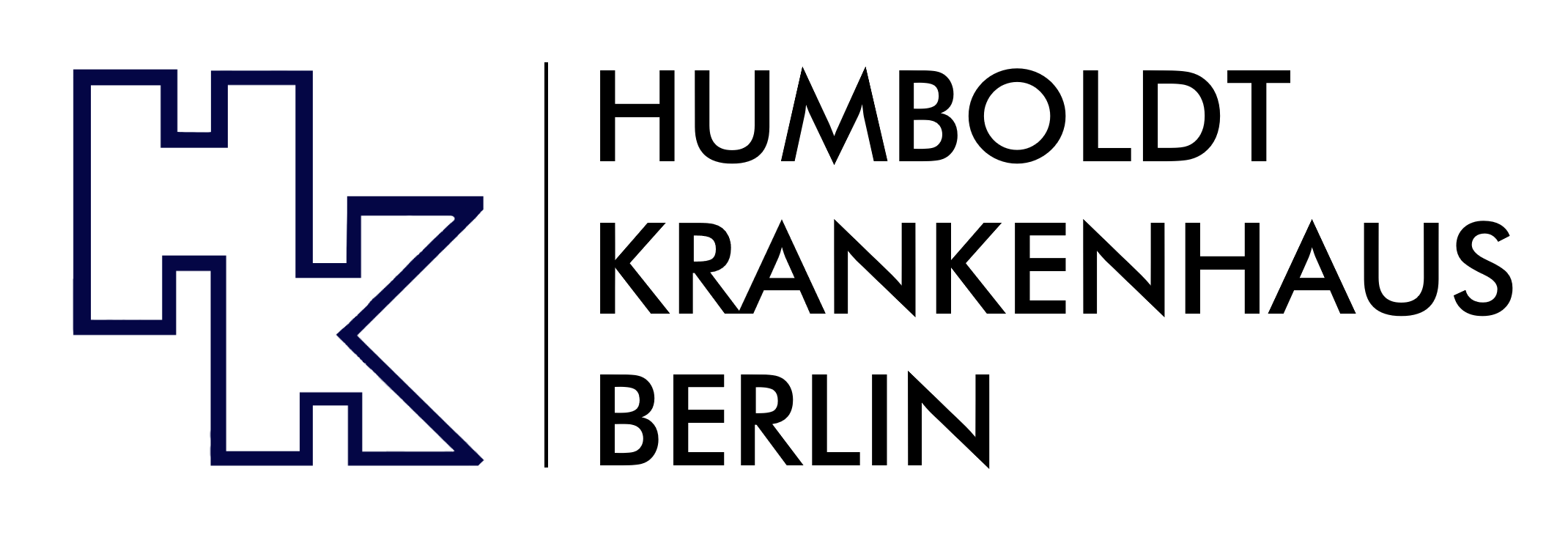
Logo von 2001 bis 2023 und seit 2025

Die Humboldt-Krankenhaus Berlin GmbH ist Anfang der 1950er Jahre gegründet worden, später wurde ein Pflegeheim an zwei Standorten, in der Teichstraße und in der Sommerstraße übernommen.
Das Krankenhaus gewährleistete mit seinen differenzierten Fachabteilungen eine umfassende gesundheitliche Versorgung der Menschen des Bezirkes. Als einziges Unfallkrankenhaus der Region hatte es auch in den angrenzenden Gebieten Brandenburgs eine besondere Stellung.
Das Humboldt-Krankenhaus ist akademisches Lehrkrankenhaus der FU Berlin. In den medizinischen Fachabteilungen wurden Studenten der Humanmedizin des Universitätsklinikums Benjamin Franklin ausgebildet.
Neben diesen beiden Ausbildungsschwerpunkten verfügte das Humboldt-Krankenhaus über die staatliche Anerkennung als Weiterbildungsstätte für Fachpflege Psychiatrie.
Der erste Kurs begann im Januar 2000, das Angebot richtete sich an alle erfahrenen Pflegenden in der Psychiatrie des Hauses und anderer Einrichtungen und wurde weit über die Berliner Landesgrenze hinaus genutzt.
2001 wurde die Humboldt-Krankenhaus Berlin GmbH an den zum 1. Januar neu gegründeten kommunalen Krankenhauskonzern Vivantes angepasst.
Das Humboldt-Krankenhaus besteht aus den Standorten Am Nordgraben, Frohnauer Straße (Wiesengrund) und Oranienburger Straße (ehemals: Karl-Bonhoeffer-Nervenklinik). Die Gebäude auf dem Gelände des historischen Standortes des Humboldt-Krankenhauses an der Teichstraße zählen offiziell nicht mehr zum Humboldt-Klinikum, sondern werden von Vivantes als Forum für Senioren geführt. Dieses erste Krankenhaus für die Berliner Vorortgemeinden wurde 1908–1910 von den Architekten Mohr & Weidner als Verbands-Krankenhaus der Gemeinden Reinickendorf, Tegel, Wittenau und Rosenthal geplant und errichtet. Sie führten auch die künstlerische Bearbeitung der Inneneinrichtungen aus. Gebäude und Gelände wurden nach dem Zweiten Weltkrieg von der französischen Besatzungsmacht beschlagnahmt und als Militärhospital unter dem Namen Hôpital Militaire Louis Pasteur betrieben. 1952 wurde das Hospital an den Bezirk Reinickendorf zurückgegeben und als kommunales Krankenhaus bis zum Jahr 1985 weitergeführt. Heute beherbergt das Areal zwischen Teichstraße, Sankt-Galler-Straße und Romanshorner Weg verschiedene Einrichtungen des Bezirksamtes Reinickendorf.
Bereits zum 1. Januar 1997 fusionierten die beiden heutigen Standorte, damals allerdings noch unter dem Namen Krankenhaus Reinickendorf, seit Gründung der Vivantes GmbH wird die Bezeichnung Vivantes Humboldt-Klinikum und seit 15. Oktober 2022 Humboldt-Krankenhaus Berlin genutzt. Die Rettungsstelle am Standort Am Nordgraben besitzt einen Hubschrauberlandeplatz, sodass diese direkt von dem in Berlin eingesetzten Rettungshubschrauber Christoph 31 angeflogen werden kann. Pro Jahr werden in der Klinik rund 65.000 Patienten behandelt, davon etwa 40.000 ambulant.
Auf dem Gelände Am Nordgraben wurde 2008 ein Neubau für die Klinik für Psychiatrie, Psychotherapie und Psychosomatik fertiggestellt, der Entwurf dazu stammt von dem Büro tönies + schröter + jansen. Dasselbe Büro entwarf auch die „Komfortklinik“ des Humboldt-Klinikums, die 2010 eröffnet wurde und insbesondere auf Patienten aus dem Ausland zielt.
Koordinaten: 52° 35′ 26,7″ N, 13° 18′ 27,5″ O